# Щирецький район
Щирецький район — колишній район Львівської області, центром якого було смт. Щирець

## Історія
10 січня 1940 року політбюро ЦК КП(б)У обговорило питання про утворення районів у Львівській області УРСР, зокрема, про утворення Щирецького району із центром у смт. Щирець.
Втім вже у червні 1941 року у зв'язку з наступом німецьких військ район припинив своє функціонування. Його було відновлено лише після того, як 29 липня 1944 року радянські війська оволоділи селищем Щирець.
Район було ліквідовано у вересні 1959 року, а його територія увійшла до складу Пустомитівського району Львівської області.

### У рокиII Світової війни
Попри загрозу репресій чимало українських родин переховувало у себе вдома євреїв, яких переслідували нацисти. Зокрема селяни села Раковець переховували в себе 33 єврейські родини. Тим не менше більша частини євреїв, які жили в районі таки була знищена.
Під час окупації нацисти повністю винищили євреїв, близько 400 розстріляли, решту вивезли. До приходу Червоної армії майже не залишилося й поляків.
За часів нацистської окупації загинули 1063, і вивезено до Німеччини 600 осіб, зруйновано 1350 будинків, з них 470 житлових, спалено 6 шкіл і 7 клубів. Пограбовані і повністю знищені засновані до війни 6 колгоспів, забрано 8оо коней, 500 корів та ін.

## Територія району
До складу Щирецького району, окрім колишньої міської гміни — селища Щирець також входили села трьох колишніх сільських ґмін Львівського повіту Острув, Черкаси і Красув: Піски, Підтемне, Сердиця, Лани, Гонятичі, Острів, Бродки, Містки, Гуменець, Дмитре, Добряни, Красів, Поляна, Сороки, Хоросно, Попеляни, Черкаси, Глуховець та ін.

## Демографія та економіка району після завершення бойових дій у 1944 році
У серпні 1944 року район вже мав 26 укомплектованих і діючих сільських рад, до яких входив 71 населений пункт. Детальним обстеженням району виявлено, що його населення становить 17446 осіб. Нараховувалося 4770 селянських господарств, з яких 2796 — безкінних, 1520 — однокінних і 700 — без корів. За цей час, тобто менш ніж за місяць роботи, райвиконком наділив 1127 селянських господарств землею у кількості 3250 га.

## Освіта
У вересні 1944 року в районі відкрито 25 шкіл, з них середніх — 1 в Щирці, неповних середніх (7 класів) — 9 і початкових (4 класи) — 15. В них будуть навчатися практично всі взяті на облік 3160 учнів. Усі школи укомплектовані вчителями. Всього їх нараховується 76, з них більшість — 51, з місцевих жителів, які мають відповідну освіту. 25 вчителів, зокрема керівництво районного відділу народної освіти, надіслані із східних областей. У райцентрі відкрилися середня школа, дитячий будинок на 26 дітей, лікарня на 20 ліжок.

## Сплата податків та державні закупівлі
Архівні документи свідчать, що до кінця 1944 р. — Щирецький район виконав план сільськогосподарських податків на 196 %, військовий податок — на 140 %. При плані передплати на Державну позику 450 тис. крб, фактично було виконано — 618 тис. крб. Було зібрано 440 тис. крб на танкову колону «Радянська Львівщина». Отже, за підсумками роботи за серпень-грудень 1944 р. Щирецький район зайняв III місце серед районів Львівської області.

## Щирецький райком КП(б)У
Одразу після включення території Західної України до складу УРСР почалося формування районних структур КП(б)У. Зокрема у січні 1940 року було створено Щирецький райком КП(б)У. У червні 1941 року у зв'язку з німецьким наступом він припинив своє функціонування, відновивши роботу у вересні 1944 року. У жовтні 1952 року перейменований у Щирецький райком КПУ. Ліквідований у вересні 1959 р., територія відійшла до Пустомитівського району. Райком складався з наступних структурних підрозділів: бюро (загальний відділ), організаційно-інструкторський відділ (з 1949 р. — відділ партійних, профспілкових та комсомольських організацій), сектор партійної статистики, відділ пропаганди i агітації, сільськогосподарський відділ, військовий відділ, відділ по роботі серед жінок, відділ кадрів.

## Радянський апарат
У 1939—1941 рр весь керівний склад Щирецького району прибув із Харківської області. Секретарем райкому комсомолу був Ф. Журба. Секретарями райкому КП(б)У були К. Мосієвич, Г. Невечеренко, П. Булига, а райвиконком очолювали М. Скотаренко, М. Гусаков, В. Цимбал. Райвоєнкомом був П. Алєксеєв. Невдовзі виявилося, що К. Мосієвич зі своїми працівниками проявили себе невдалими керівниками, не змогли завоювати авторитет у місцевих жителів і у квітні 1940 р. першим секретарем райкому став Самуїл Міненко. Втім деякі керівники району допускали послаблення у ході «розкуркулення» та депортації явних чи потенційних ворогів радянської влади. Зокрема таким виявився голова Щирецького райвиконкому М. Скотаренко.

## Діяльність НКВД, репресії, організація колгоспів
26 червня 1941 р. районний відділ НКВС на чолі з Григорієм Поповим розстріляв у Щирецькій в'язниці 28 в'язнів-місцевих жителів. До літа 1940 р. було організовано лише один колгосп у с. Гонятичі, якому були передані будівлі і майно Римо-Католицької капітули. Проте, Щирецький райвідділ НКВС на чолі з Олексієм Горєвим повністю «компенсував недостаток» жорстокими репресіями.
Також застосовувалась практика створення винищувальних батальйонів («стребків»). Винищувальний батальйон чисельністю близько 200 бійців було створено й у Щирці, який безпосередньо був підпорядкований начальнику райвідділу НКВС Єрофієву. Внаслідок його низької боєздатності, його бійці, звичайно, виконували охоронну службу, зокрема вночі патрулювали вулицями Щирця.
Певну кількість сімей Щирецького району, які були пов'язані родинними зв'язками з учасниками повстанського руху та оунівським підпіллям, або були потенційними, на погляд репресивних органів, ворогами радянської влади вивезено в Сибір чи на Далекий Схід без узгодження з керівництвом району, щоправда, вже після 1945—1946 pp.

## Візит М. Хрущова до Щирця
Становище в Західній Україні турбувало першого секретаря ДК КП(б)У М.Хрущова, який у першій половині листопада 1944 р. відвідав Щирець у супроводі львівського керівництва, зокрема першого секретаря обкому партії І. Грушецького, та потужної охорони. Голова райвиконкому Є. Науменко доповів про ситуацію, повідомив, що напередодні закінчився триденний бій під Великою Горожанкою — на межі між Щирецьким і Миколаївським районом, де полк прикордонних військ за участю танків і авіації розгромив школу командирів боївок УПА чисельністю понад 200 бійців.

## Діяльність ОУН-УПА
Щирецький район був одним із місць активної діяльності підрозділів ОУН та УПА. Зокрема 21 серпня 1944 року біля села Піски самооборонний відділ УПА атакував колону заарештованих, яку супроводжували 27 співробітників НКВС. В результаті акції всіх співробітників НКВС було вбито, в'язнів було звільнено.
На території Щирецького району повстанці контролювали лісисту східну частину району з селами Красів, Попеляни, Підтемне, Черкаси, Глуховець. Їх боївки здійснювали поодинокі акції — напади на сільради, новостворені колгоспи, представників району, які у справах повинні були виїжджати в села. Більше того, були випадки нападу і захоплення райцентрів. 27 серпня 1944 р. великий загін повстанців зважився вдень здійснити напад на Щирець.
У ніч з 31 грудня 1944 року на 1 січня 1945 року на Щирець з боку присілка Острів налетів повстанський загін чисельністю 60-70 осіб повстанці напали на великий двоповерховий будинок, де мешкали майор Герасимов і начальник НКДБ капітан Кощєєв, а офіцери райвійськкомату відзначали Новий рік. Однак повстанський загін діяв невдало, втратив у бою п'ятьох бійців убитими й відступив у Сердицький ліс.
Варто зауважити, що рух опору провадив досить широку пропагандистську роботу. Зокрема, у київському архіві СБУ виявлено велику кількість звітів суспільно-політичного проводу Щирецького району про розповсюдження у вересні 1946 р. 2000 примірників різної пропагандистської літератури, з них 40 звернень до вчителів і 100 — до учнів Щирецької середньої школи. На початку 1947 р. розповсюджено 8500 листівок у селах району із закликами не вступати до колгоспів та 3000 — бойкотувати вибори до Верховної Ради УРСР.
Повстанський рух, зокрема на Щиреччині, тривав до середини 1950-х pp. Серед архівних документів МВС України виявлені звіти про плани і проведення операцій у березні 1950 р. з метою ліквідації в районі Щирець-Острів боївки «Гуцула»; у квітні 1953 р. — проти місцевих боївок «Михайла» і «Жука» та 1955 р. в районі с. Поляна і Підтемного — чотирьох операцій за участю трьох стрілецьких рот (близько 400 солдатів) Внутрішніх військ МВС УРСР.

### Генерал Чупринка у Щирецькому районі
7 вересня 1949 року УМДБ Львівської області отримало інформацію, що в Ілівському лісі між селами Гутою Щирецькою (Щирецького району) і Стільськом переховується велика банда, яку очолює бандит «ГЕНЕРАЛ ЧУПРИНКА». Це відомо від жителя хутора Загора Луб'янської сільради (Щирецького району), який особисто бачив бандитів у цьому лісі. За його ж словами, сестра Петра Зірки — Анастасія Йосипівна є зв'язковою генерала Чупринки і нелегально живе у Стільську в місцевого жителя Янкового.
Все це дає підстави вважати, що на території Ілівського лісу між селами Гутою-Щирецькою і Стільськом міг переховуватися Роман Шухевич.

## Діяльність АК
Згідно свідчень відомого львівського історика Феодосія Стеблія, село Семенівка, де мешкало 600 польських і всього 17 українських родин, була сильною потужною базою Армії Крайової. Комендант підпоручик Г. Давискиба сформував у селі три озброєні стрілецькі роти. Німці дивилися на це крізь пальці, бо польська АК у 1943—1944 pp. розгорнула війну проти українців. Семенівський відділ АК нападав на українські села навколо Щирця, вбивав активних селян і навіть священиків. Українські повстанські загони здійснювали відплатні акції, в яких гинули не лише польські бойовики, але й мирні люди, зокрема спалили навесні 1944 р. Гуту Щирецьку.

## Переслідування Церкви
Радянська влада жорстоко переслідувала священиків УГКЦ, які відмовились перейти в православ'я. У львівських Бригідках був розстріляний парох з Остріва о. М.Коверко та о. Максиміліан з Бродків, заслані у Сибір парохи з Містків — о. П.Кордуба і Щирця — о. В.Бабій.
Разом з тим на початку радянська влада була вимушена рахуватись із впливом, який мала церква. Згідно з шематизмами на початок 1940-х років, Щирецький деканат на чолі з о. Володимиром Семківим мав 14 парафій у Бродках, Гуменці, Дмитре, Добряні, Красові, Поляні, Сороках, Хоросно й найбільшу у Щирці, якій підлягали Острів, Лани, Піски, Сердиця. Крім того, в Щирці діяв римо-католицький костел.
Усі храми від першого дня приходу Червоної армії продовжували нормальне функціонування, що позитивно впливало на ставлення понад 21 тис. прихожан району до радянської влади. Між тим, навесні 1945 р. радянська влада повела рішучий наступ на Греко-Католицьку церкву з метою ліквідувати її, а клір приєднати до православної церкви Московського патріархату. Тоді парох Щирця о. Я. Левицький перейшов до православ'я й, власне, врятував себе, оскільки тих, хто відмовлявся виселяли до Сибіру. А пароха з Добрян о. Леоніда Щирбу, який відмовився переходити в православ'я 23 травня 1946 р., звинуваченого у зв'язках з повстанцями, енкаведисти за наказом В. Кондьовки розстріляли в його хаті й оголосили, що це здійснили нібито «бандерівці» за відмову на сповіді відпустити гріхи.